# Батсумбер
Батсумбер (монг.: Батсүмбэр) — сомон аймаку Туве, Монголія. Територія 2,5 тис. км², населення 6,6 тис. Центр та залізнична станція — селище Мандал розташоване на відстані 145 км від м. Зуунмод та 98 км від Улан-Батора.

## Рельєф
Гориста та степова поверхні. Ґрунти коричнево-чорні, чорноземи. Протікають річки Баян-гол, Сугнугур та Хуйн.

## Клімат
Клімат сухий, континентальний, середня температура січня −23°С, липня +20°С. У середньому протягом року випадає 200–300 мм опадів.

## Надра
Багатий на запаси золота, кольорових руд, сировини для будівельних матеріалів.

## Рослинний та тваринний світ
Польова та лісова рослинність. Водяться ведмеді, лосі, олені, кабани, козулі.

## Соціальна сфера
Є школа, лікарня, центри культури та обслуговування. Є санаторій республіканського значення — Сугнугур. Науково-дослідна станція бджільництва.